# Жданова, Анна Александровна
Анна Александровна Жда́нова (28 сентября [11 октября] 1892, Сергиев Посад, Московская губерния — март 1974, Москва) — родная сестра Андрея Александровича Жданова. В годы Первой мировой войны — сестра милосердия. Автор дневников, в одном из которых описана жизнь семьи Ждановых в городе Корчева Тверской губернии, в другом — её деятельность в качестве сестры милосердия в Твери в 1914—1915 годы.

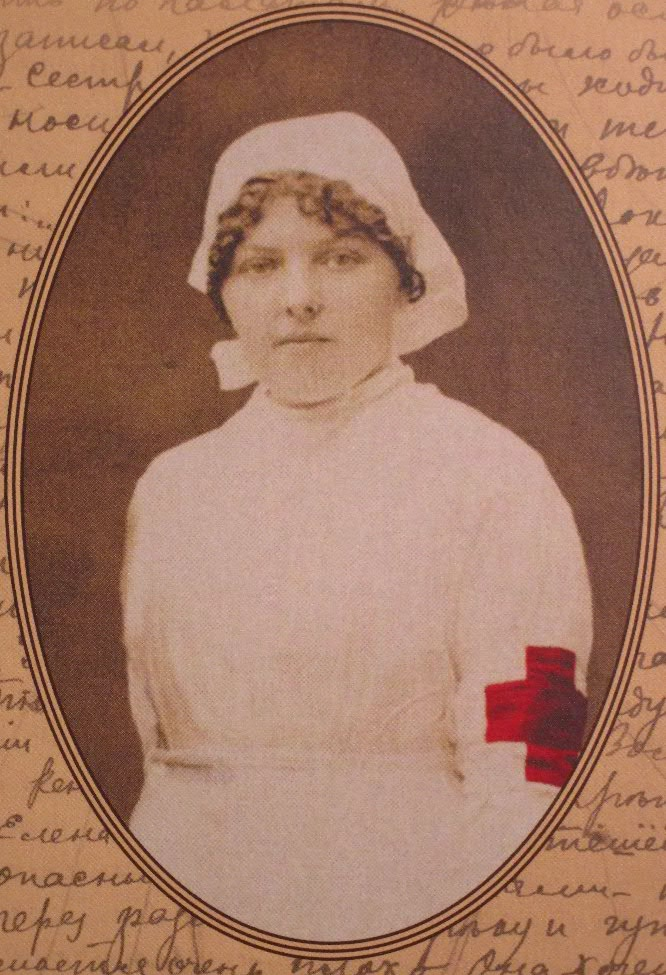
Сестра милосердия А. А. Жданова. 1914—1915 гг.

## Биография
А. А. Жданова родилась в семье магистра богословия Александра Алексеевича Жданова и выпускницы Московской консерватории Екатерины Павловны Ждановой (урождённой Горской). Получила домашнее образование, знала немецкий и французский языки, рисовала, увлекалась классической музыкой, писала стихи. В 1902—1910 годах с родителями, сестрами Татьяной и Еленой и братом Андреем жила в городе Корчева Тверской губернии. Описание города и своей жизни в нем оставила в дневнике, относящимся к 1910 году.
В 1910—1913 годах Анна Александровна обучалась в Тверской Мариинской женской гимназии. В 1913—1914 годах была рисовальщицей мастерских художественных изделий в Твери. В годы Первой мировой войны после окончания курсов сестёр милосердия при земском союзе с ноября 1914 года по сентябрь 1915 работала медицинской сестрой в солдатском лазарете при училище слепых в Твери, о чем она подробно рассказала в дневнике, относящемся к 1914—1915 годам. В 1915—1916 годах обучалась на математическом факультете Высших женских курсов в Москве. В 1916—1918 годах вместе с сестрой Еленой служила шофёром в первой санитарно-автомобильной колонне на Юго-Западном фронте. Сёстры продолжили службу шофёрами и в годы гражданской войны.
В 1918—1941 годах Анна Александровна работала в транспортном отделе ЦИК СССР шофёром, автомехаником, инженером. В 1929 году вступила в ВКП(б). В 1935 году окончила 5 курсов вечернего отделения Московского автодорожного института. В 1942—1943 годах работала инженером на автозаводе № 27 в Москве. В 1943—1957 годах заведовала отделом фронтовой литературы журнала «Октябрь», была заведующей отделом литературной консультации, редактором-консультантом отдела критики журнала «Октябрь» при издательстве «Правда». Награждена медалью «За доблестный труд в Великой Отечественной войне 1941—1945 гг.», медалью «В память 800-летия Москвы», медалью «За доблестный труд. В ознаменование 100-летия со дня рождения Владимира Ильича Ленина». Персональный пенсионер республиканского значения. Умерла в марте 1974 года в Москве.

## Дневники А. А. Ждановой
До настоящего времени сохранилось два дневника А. А. Ждановой. Один из них, датированный 1910 годом, находится на хранении в Тверском центре документации новейшей истории. Дневник относится ко времени, когда семья Ждановых жила в городе Корчева, где вплоть до своей смерти в 1909 года служил инспектором народных училищ глава семьи Александр Алексеевич Жданов. Записи охватывают период со 2 февраля по 30 августа 1910 года. На страницах дневника нашли отражение некоторые факты из жизни семьи Ждановых, например, подготовка к экзаменам и поступление в учебные заведения Твери Анны, её сестры Елены и брата Андрея, их совместное времяпрепровождение, увлечения, переживания, мечты. Дневник А. А. Ждановой также знакомит читателя с повседневной жизнью уездного города и его жителей. Особый интерес к дневнику связан с тем, что он написан в городе и о городе, который прекратил своё существование в 1930-е годы в связи с затоплением его территории в процессе строительства канала «Москва — Волга» и плотины Иваньковского водохранилища. В дневнике много стихов и рисунков, автором которых являлась сама А. А. Жданова.
Второй дневник находится на хранении в научном архиве Тверского государственного объединённого музея. Записи охватывают период с 11 декабря 1914 года по 20 июля 1915 года. В дневнике нашли отражение личные переживания А. А. Ждановой, повседневные события её жизни, военные события на театрах военных действий, обстановка в Твери, работа в лазарете сестрой милосердия. Главным моментом в её записях является война как эпохальное, экстраординарное событие в жизни страны и самой Анны, её попытки самоопределиться и найти своё место в ситуации военного времени. Так, интерес к людям, прибывшим с фронта из зоны боевых действий и активная жизненная позиция А. А. Ждановой формируют её стремление попасть вместе с сестрой Еленой в действующую армию, «на позиции». На страницах дневника отражены разнообразные события в Твери военной поры: большое количество военнопленных, беженцев из западных российских губерний, благотворительные концерты, крестные ходы и молебствования, запреты и ограничения военного времени, отправка новобранцев и др. В дневнике много рисунков и стихов А. А. Ждановой, фотографий раненых солдат из лазарета. Также в дневнике сохранилось четыре письма с фронта от солдата действующей армии, лечившегося в госпитале, Михаила Зенова. Дневники А. А. Ждановой были опубликованы в 2014 году к столетию начала Первой мировой войны.